# Leonty Shamshurenkov
Leonty Luk'yanovich Shamshurenkov (em russo:  Леонтий Лукьянович Шамшуренков; 1687 — 1758) foi um inventor russo, que projetou um dispositivo para erguer o Tsar Kolokol sobre um pedestal, construiu em 1752 uma carruagem com auto propulsão (podendo ser reconhecida como precursora do automóvel) e propôs projetos de um odômetro original e trenós com auto propulsão.

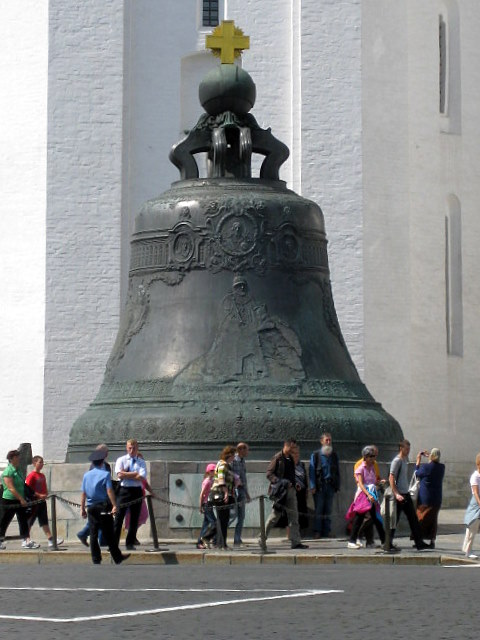
O Tsar Kolokol dentro do Kremlin de Moscou

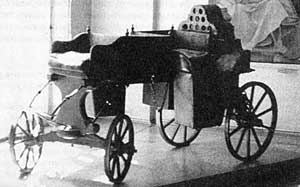
Uma reconstrução da carruagem auto propelida de Shamshurenkov